# Ка-60
Камов Ка-60 „Косатка“ (на руски: Ка-60 „Касатка“) е руски многоцелеви хеликоптер. Вертолетът е на въоръжение във Военновъздушните сили на Русия.

## Конструкция
Хеликоптерът е от класа на стария Ми-4. Ще се използва за разузнаване, транспорт на въздушни сили, за радиоелектронно заглушаване, за специални и други мисии. Очакват се модификации за чуждестранния пазар. Производството се извършва в град Улан Уде.

## Варианти
- Ка-60 – базов многоцелеви модел
- Ка-60У – тренировъчен хеликоптер
- Ка-60К – транспортен
- Ка-60Р – разузнавателен; други негови модификации се използват за битки против танкове и други хеликоптери
- Ка-62 – граждански модел за вътрешния пазар на Русия
- Ка-62М – стандартен модел

## Спецификации
- Екипаж – 2 души
- Капацитет – до 16 пехотинци
- Дължина – 15,60 m
- Диаметър на ротора – 13,50 m
- Височина – 4,20 m
- Тегло – 6750 kg
- Полезен товар – 2000 kg
- Двигатели – 2 × Rybinsk RD-600 V, с мощност 956 kW всеки
- Ширина на фюзелажът – 2,5 m
- Диаметър на опашния ротор – 1,2 m
- Максимална скорост – 300 km/h

## Оператори
РусияВоенновъздушни сили – 7 в употреба.